# Audi Type E
De Audi Type E is een personenauto uit de topklasse die van 1913 tot 1924 geproduceerd werd door de Duitse autobouwer Audi Automobilwerke GmbH Zwickau (vanaf 1915 Audiwerke AG Zwickau) naast de kleinere Type B, de middelgrote Type C en de grote Type D. De Type E was de grootste auto die Audi voor de Eerste Wereldoorlog bouwde.
De wagen werd aangedreven door een 5,7L IOE vier-in-lijnmotor die 55 pk produceerde, goed voor een topsnelheid van 100 km/u.  Het motorvermogen werd via een handgeschakelde vierversnellingsbak en een cardanas overgebracht op de achterwielen. De auto maakte gebruik van een ladderchassis en twee starre assen met bladveren.
De Type E werd aangeboden als phaeton met vier zitplaatsen of als vierdeurs sedan. Tussen 1913 en 1924 werden er 350 exemplaren gebouwd.